# Diana Goustilina
Diana Goustilina (21 de abril de 1974) é uma basquetebolista profissional russa.

## Carreira
Diana Goustilina integrou a Seleção Russa de Basquetebol Feminino, em Atenas 2004, que conquistou a medalha de bronze.